# Jędrychówko
Jędrychówko – wieś w Polsce położona w województwie warmińsko-mazurskim, w powiecie ostródzkim, w gminie Morąg.
W latach 1975–1998 miejscowość administracyjnie należała do województwa olsztyńskiego. Miejscowość leży w historycznym regionie Prus Górnych.
W roku 1973 jako osada Jędrychówko należało do powiatu morąskiego, gmina i poczta Morąg.
Według legendy wieś swoją nazwę zawdzięcza Jędrychowi Hukowi, mieszkańcowi Morąga, który grasował w okolicach w XIII wieku i znany był z mordów ludzi i zwierząt oraz licznych gwałtów i kradzieży majątkowych .